# Gevard van Doerne (14e-eeuws edelman)
Gevard van Doerne (ca 1360 - ca 1408) was een ministeriaal van de hertog van Brabant en telg uit het geslacht Van Doerne.
Gevard van Doerne was de zoon van Everard van Doerne en Lijsbeth Claes Scilder, edellieden en grootgrondbezitters uit Deurne. Hij zou echter vooral bekend worden als opdrachtgever voor de bouw van het Groot Kasteel, dat hij na de bouw opdroeg aan de hertogin van Brabant. In 1397 ontving hij het in leen terug van haar. Waarschijnlijk is het niet lang daarvoor gebouwd.
Daarnaast ontving Gevard de hoge jurisdictie in pand van de hertogin, waardoor hij een tijd lang boetes voor zware vergrijpen en de doodstraf in Deurne mocht opleggen. Wérkelijk heer van Deurne werd hij echter niet. Die titel mocht de zoon van zijn neef, Gevard van Doerne, dragen. De laatste woonde op het tegenover gelegen Klein Kasteel, en de beide neven hadden regelmatig twisten over het waterbeheer rondom hun huizen. De hoge jurisdictie viel vrij snel (na lossing?) weer terug aan de hertogin, waardoor de nazaten van Gevard geen ambten in Deurne vervulden. Zij bleven wél bewoners van het Groot Kasteel.
Gevard was eerst gehuwd met Margaretha van Boxtel en nadien met Catharina Kuijst. Uit het laatste huwelijk had hij 4 zonen en 2 dochters. Daarnaast verwekte hij bij Belijen Lemmen Belijensoensdochter een zoon. Gevard werd als pater familias en bewoner van het Groot Kasteel opgevolgd door zijn zoon, Everard van Doerne.